# François-Xavier Roth
François-Xavier Paul Roth (Párizs, 1971. november 6. –) francia karmester, a Les Siècles zenekar alapítója, a 21. századi Franciaország egyik legsokoldalúbb és legtermékenyebb karmestere, aki mind a modern hangszeres, mind a történelmileg orientált előadásokban aktív.

## Élete, munkássága
Apja Daniel Roth orgonaművész, bátyja, Vincent Roth brácsaművész. Zenei tanulmányait a Párizsi Konzervatóriumban végezte, ahol Alain Marionnál fuvola, Fürst Jánosnál karmester tanulmányokat folytatott.
2000-ben megnyerte a londoni Donatella Flick Karmesterversenyt, aminek eredményeként két évig a Londoni Szimfonikus Zenekar mellett John Eliot Gardiner segédkarmestere lett. 2003-ban megalapította a Les Siècles zenekart, amely az egyes darabok kompozíciós időszakának megfelelő hangszereken lép fel, a késő barokktól és a klasszikus kortól a 20. századi zenéig. A Les Sièclesszel koncertezett Franciaországban, Olaszországban, Németországban, Angliában, Japánban és a londoni Promson. A Tavaszi áldozat bemutatójának 100. évfordulóján a zenekar korabeli hangszereken adta elő Stravinsky művét a BBC Proms-on és a frankfurti Alte Operben. Roth a zenekarral saját televíziós sorozatot készített a France 2 televíziós csatorna számára Presto! címmel, amely három évig futott és több mint hárommillió nézőt vonzott.
2008 és 2012 között a BBC Walesi Nemzeti Zenekarának vendégkarmestere volt. A 2009–2010-es szezonban az Orchestre Philharmonique de Liège zenei igazgatója volt. 2011-ben az SWR Sinfonieorchester Baden-Baden und Freiburg vezető karmestere lett, a szerződését 2014-ben a 2015–2016-os szezonra is meghosszabbították. 2015-ben, ötéves kezdeti szerződéssel zenei főigazgató (generalmusikdirektor) lett Kölnben, megbízása felölelte a Gürzenich Zenekar a Kölni Opera vezető karmesteri feladatait is. A szerződést 2018-ban 2022-ig meghosszabbították.
Roth volt a Südwestrundfunk Sinfonieorchester Baden-Baden und Freiburg utolsó vezető karmestere, mielőtt összeolvadt az SWR Sinfonieorchester Stuttgarttal, hogy így létrejöjjön a Südwestrundfunk Symphonieorchester. 2017-ben a Londoni Szimfonikus Zenekar fő vendégkarmestere lett.
2017-ben megkapta a Francia Becsületrendet. 2018-ban a Nemzetközi Zenei Sajtó Antoine Livio Nagydíját kapta, 2020-ban pedig a Német lemezkritikusok díja tulajdonosa lett.
Roth fia, Félix Roth is zenész, kürtművész.
2024 májusában súlyos vádakat emeltek Roth ellen zenészek szexuális zaklatásával kapcsolatban. A francia Le Canard enchaîné és a német VAN online magazin számolt be elsőként a vádakról.

## Felvételei
Válogatás az AllMusic és a Discogs nyilvántartása alapján.
| Megjelenés | Tartalom                                                               | Közreműködők | Kiadó                           |
| ---------- | ---------------------------------------------------------------------- | --- | ------------------------------- |
| 2004       | Panorama pour flute et orchestre                                       | Michel Debost, Miskolci Szimfonikus Zenekar                                                                        | Skarbo                          |
| 2005       | Jean-Louis Agobet: Génération; Feuermann; Ritratto concertante; Phonal | Orchestra Philharmonique de Strasbourg, Michel Portal, Paul Meyer, Alain Billard, Xavier Phillips, Alexandre Paley | Timpani                         |
| 2008       | Beethoven: Symphony No. 9 „Choral”                                     | BBC National Orchestra and Chorus of Wales                                                                         | BBC Music Magazine              |
| 2010       | Berlioz: Symphonie Fantastique                                         | Les Siècles | Actes Sud, Musicales Actes Sud  |
| 2011       | Stravinsky: L'Oiseau de Feu                                            | Les Siècles | Musicales Actes Sud             |
| 2012       | Liszt: Dante Symphonie                                                 | Maitrîse de Caen, Les Siècles                                                                                      | Actes Sud                       |
| 2013       | Debussy: La Mer                                                        | Les Siècles | Musicales Actes Sud             |
| 2014       | Stravinsky: Le Sacre du printemps; Petrouchka                          | Les Siècles | Actes Sud / Musicales Actes Sud |
| 2015       | Richard Strauss: Eine Alpensinfonie; Don Juan                          | SWR Sinfonieorchester Baden-Baden und Freiburg                                                                     | SWR Music                       |
| 2016       | The Panufnik Legacies II                                               | London Symphony Orchestra                                                                                          | LSO Live                        |
| 2017       | Ravel: Daphnis & Chloé, Complete Ballet                                | Les Siècles | Harmonia Mundi                  |
| 2018       | Debussy: Nocturnes; Jeux; Prélude à l'après-midi d'un faune            | Les Siècles | Harmonia Mundi                  |
| 2019       | Gustav Mahler: Symphony No. 3                                          | Gürzenich Orchestra of Cologne                                                                                     | Harmonia Mundi                  |
| 2020       | Schumann: Symphonies 1 & 4                                             | Gürzenich Orchestra of Cologne                                                                                     | Myrios Classics                 |
| 2021       | Richard Strauss: Complete Tone Poems                                   | SWR Sinfonieorchester Baden-Baden und Freiburg                                                                     | SWR Klassik                     |
| 2022       | Debussy: Pelléas et Mélisande                                          | Julien Behr, Vannina Santoni, Les Siècles                                                                          | Harmonia Mundi                  |
| 2022       | Ravel: Concertos pour piano, Mélodies                                  | Stéphane Degout, Cédric Tiberghien, Les Siècles                                                                    | Harmonia Mundi                  |

## Fordítás
- Ez a szócikk részben vagy egészben  a   François-Xavier Roth című angol Wikipédia-szócikk ezen változatának fordításán alapul.  Az eredeti cikk szerkesztőit annak laptörténete sorolja fel. Ez a jelzés csupán a megfogalmazás eredetét és a szerzői jogokat jelzi, nem szolgál a cikkben szereplő információk forrásmegjelöléseként.